# Hvis du var til
Hvis du var til er en dansk eksperimentalfilm fra 1992, der er instrueret af Bent E. Rasmussen og Søren Elung Jensen efter manuskript af førstnævnte.

## Handling
Et video-pilotprojekt som er taget ud af et samlet manuskript på 190 min. varighed. Historien beskriver en mands liv fra barn til voksen. Hans angst og gennem den, udviklingen af erkendelsen af sit ansvar overfor sig selv. Her er valgt en episode fra hans ophold på et børnehjem, hvori der blandt andet figurerer et opgør mellem dreng og præst.